# Ioann Mondok
Ioann Mondok (rusínsky Іоанн Мондок, 1824 — 1886 Užhorod) byl rusínský učitel, řeckokatolický kněz, kanovník eparchie mukačevské a první předseda Spolku sv. Vasilije Velikého. Ioann byl profesor na užhorodském gymnáziu a inicioval výstavbu nové budovy užhorodského řeckokatolického semináře na místě tzv. Čurhovičových sadů, naproti Užhorodskému hradu.
Ioann Mondok také publikoval své povídky a publicistické články na stránkách rusínských novin Svět a napsal rozsáhlou studii o kapitulním vikáři mukačevské řeckokatolické eparchie Ivanu Čurhovičovi.